# Escalion
Az Escalion holland-magyar tulajdonban lévő cég, mely nem banki szereplőként kínál online bankkártya elfogadást, Magyarországon elsőként ebben a formában.

## Története
A holland Escalion B.V. – jogelődjei révén – 18 éves múltra tekint vissza. Az Escalion Hungary Kft. pedig 2010-ben alakult,  a  fizetési rendszerek fejlesztésével és teljes körű üzemeltetésével foglalkozik. Budapest a központja a cég közép-európai értékesítésének is. A cég a Docler Holding cégcsoport tagja.
Az Escalion nem banki pénzügyi szolgáltatóként biztosítja az online bankkártya elfogadást online értékesítők, webáruházzal rendelkezők számára. A magyar piacon még szokatlan, hogy nem banki szolgáltató végzi az online bankkártya elfogadást. Azonban ez a helyzet az Escalion 2011-es piacra lépésével megváltozott. Az ilyen jellegű szolgáltatók lehetővé teszik a rugalmasabb szolgáltatást a kereskedők számára (riport és back office rendszerekkel, multicurrency kezeléssel, real-time adatfeldolgozással, kifinomult csalásvédelemmel, többnyelvű ügyfélszolgálattal, stb).

## Leírása
Az online kereskedelem elősegíti az elektronikus úton történő tranzakciók elterjedését, amely a pénzforgalom legbiztonságosabb és legolcsóbb módja. Az elektronikus fizetés történhet közvetlenül egy bank rendszerén keresztül, vagy egy harmadik fél adatfeldolgozása révén. Ezt a harmadik szereplőt nevezzük online vagy internetes fizetési szolgáltatónak (angolul: internet payment service provider, IPSP).
Az Escalion ilyen online bankkártyás fizetési megoldást nyújtó szolgáltatóként (IPSP) jelent meg a nemzetközi elektronikus kereskedelem piacán, a kereskedők számára Európában kínálva szolgáltatásait, a vásárlók számára pedig világszerte.
Az Escalion szolgáltatásai címszavakban összefoglalva a következők:
- a VISA, Mastercard, JCB által elfogadott összes pénznemet kezelő online bankkártyás fizetési rendszer
- többnyelvű fizetési oldal
- a fizetési problémák kezelésére többnyelvű, 24 órás ügyfélszolgálat a vásárlóknak
- minősített, auditált biztonsági rendszerek (PCI DSS, Secure 3D)
- csalásvédelem, csalásmegelőzés (fraud prevention), kockázatelemzés
- gyorsfizetés, visszatérő vásárlók számára
- előfizetések kezelése
- késleltetett fizetés
- mobiltelefonra optimalizált fizetési oldal
- kereskedői vezérlőpult (merchant admin) valós idejű adatokkal és azonnali visszautalás lehetőséggel
- egyszerű integráció a fizetési rendszerrel
- 24 órás technikai helpdesk
- dedikált account manager
- opcionális e-számla modul

Tevékenységi körükbe tartozik még a Mi online fizetünk! blog vezetése, ahol többnyire az online módon vásárlóknak, és az online kereskedőknek kínálnak hasznos információkat. 2011-ben egy idáig egyedülálló kutatást is végeztek, ahol körülbelül 4000 magyar webáruházat kérdeztek meg online fizetés témában, a magyar e-kereskedelem helyzetéről. A kutatás részleteit az említett blogon is publikálták, 403 beérkezett válasz alapján készült el kiértékelés.

## Díjak
2010-ben az Escalion Hungary Kft. Pegazus Díj-at nyert, Feltörekvő kategóriában, a közép-magyarországi régióban.

## Külső hivatkozások
- Online bankkártyás fizetés az Escalionnal
- Cikk a bankkártya.hu-n
- Az Escalion kutatásról Archiválva 2011. december 13-i dátummal a Wayback Machine-ben
- Escalion - Pegazus 2010 díj